# Anolis roosevelti
Anolis roosevelti је гмизавац из реда Squamata. 

## Угроженост
Ова врста је крајње угрожена и у великој опасности од изумирања.

## Распрострањење
Врста је присутна у следећим државама: Порторико и Девичанска острва.